# 華清池
華清池（かせいち、Huaqing Pool）は、中国・西安市の熱水泉。秦嶺山脈の三大峰の一つである、驪山麓の穏やかな気候と風光明媚な景色を特徴とする。付近に華清宮があった。

## 歴史
この温泉は局地的に発生している地中熱によって熱せられており、3000年もの長い歴史がある。周の幽王や、秦の始皇帝を含む様々な中国の王たちの宮殿がこの場所に建っていた。温泉には楊貴妃が浸かったという伝承がある。
この場所は、1936年の西安事件の場所としても知られている。蔣介石は張学良に拉致され、中国共産党との統一戦線への合流を余儀なくされ、大日本帝国の攻撃に対抗した。

## 現在
現在、華清池は主要な観光地となっており、2007年に中華人民共和国国家観光局によって中国の5A級観光地に認定された。

## 画像

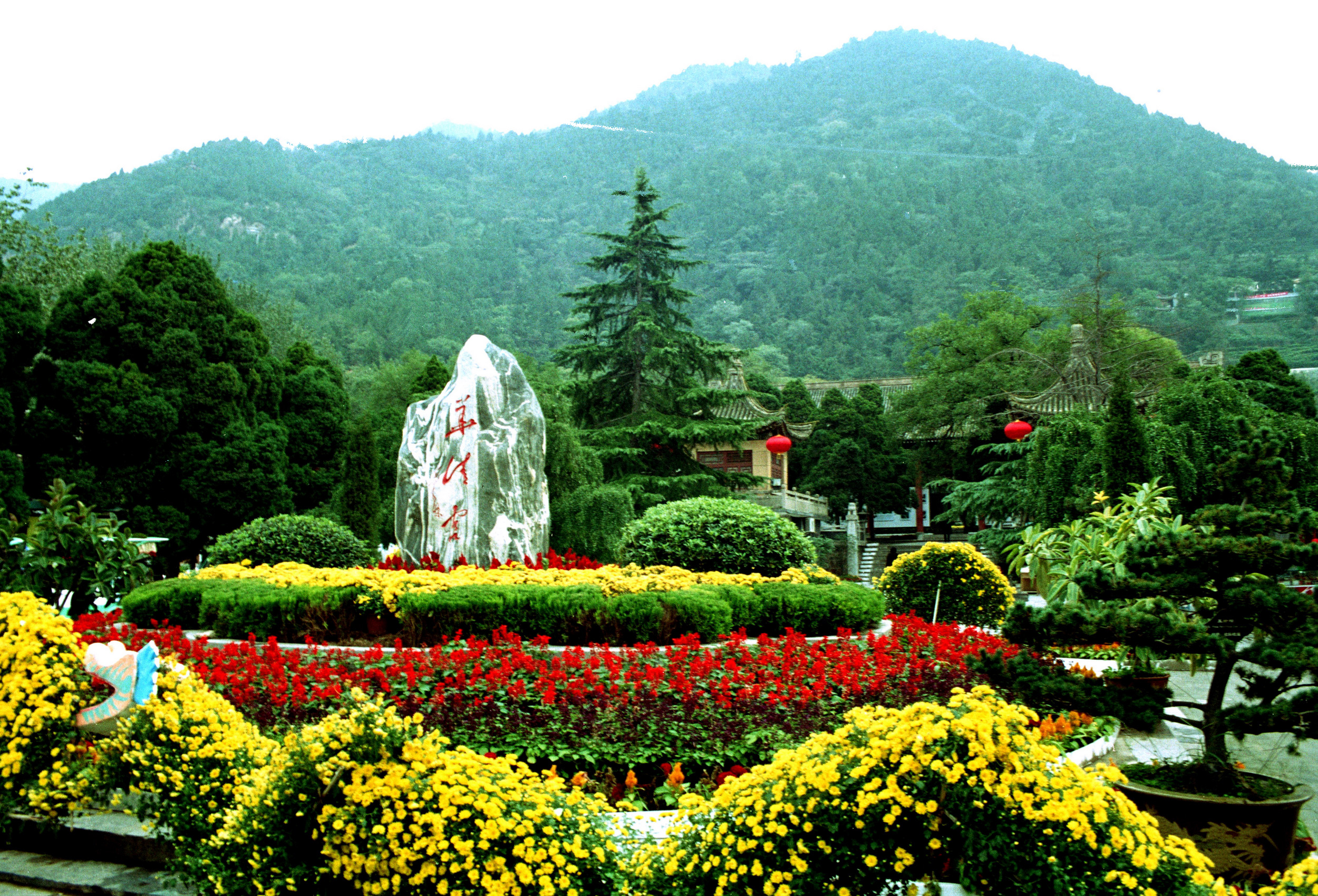
華清池近傍にある華清宮の眺望
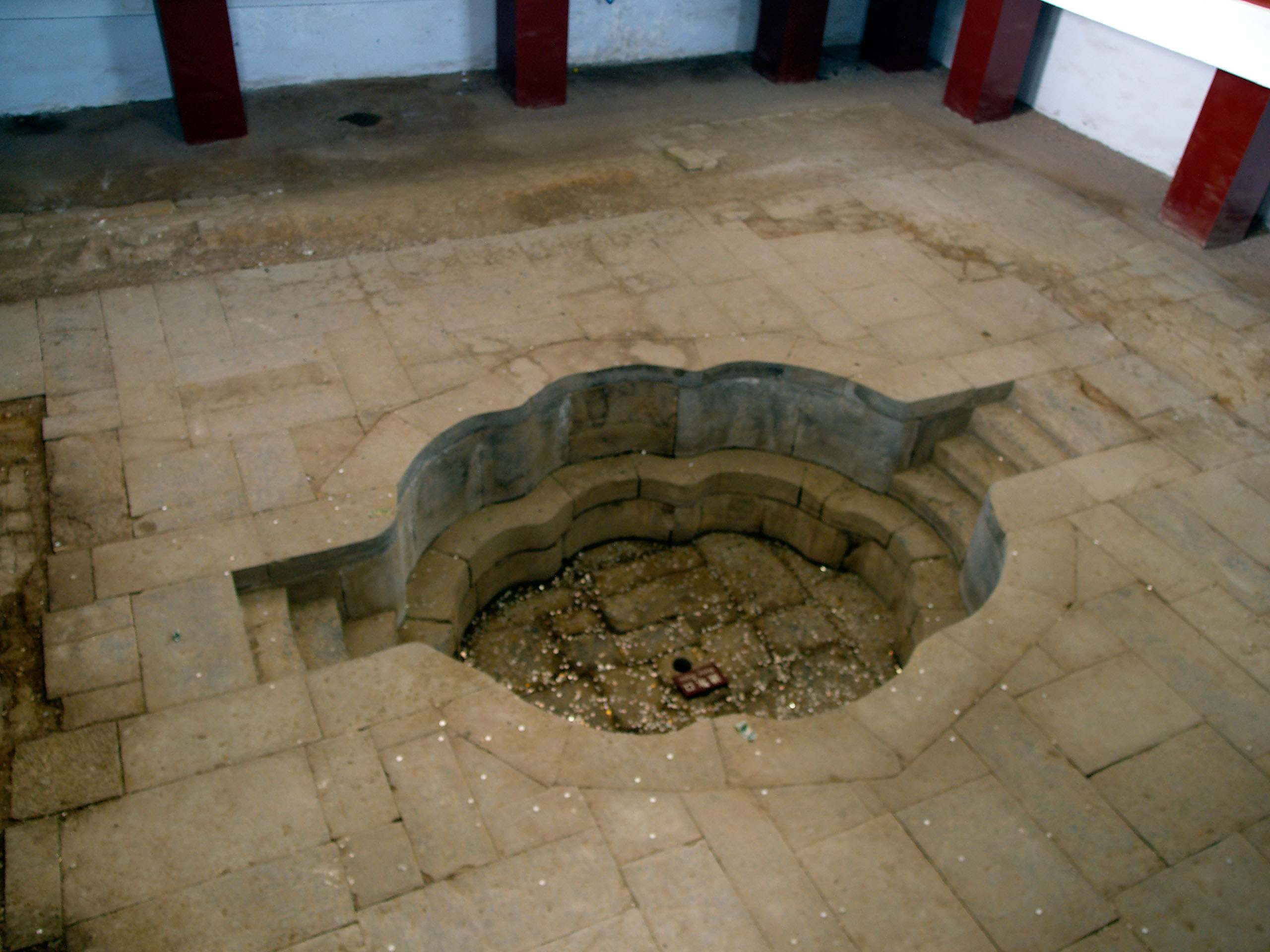
貴妃湯
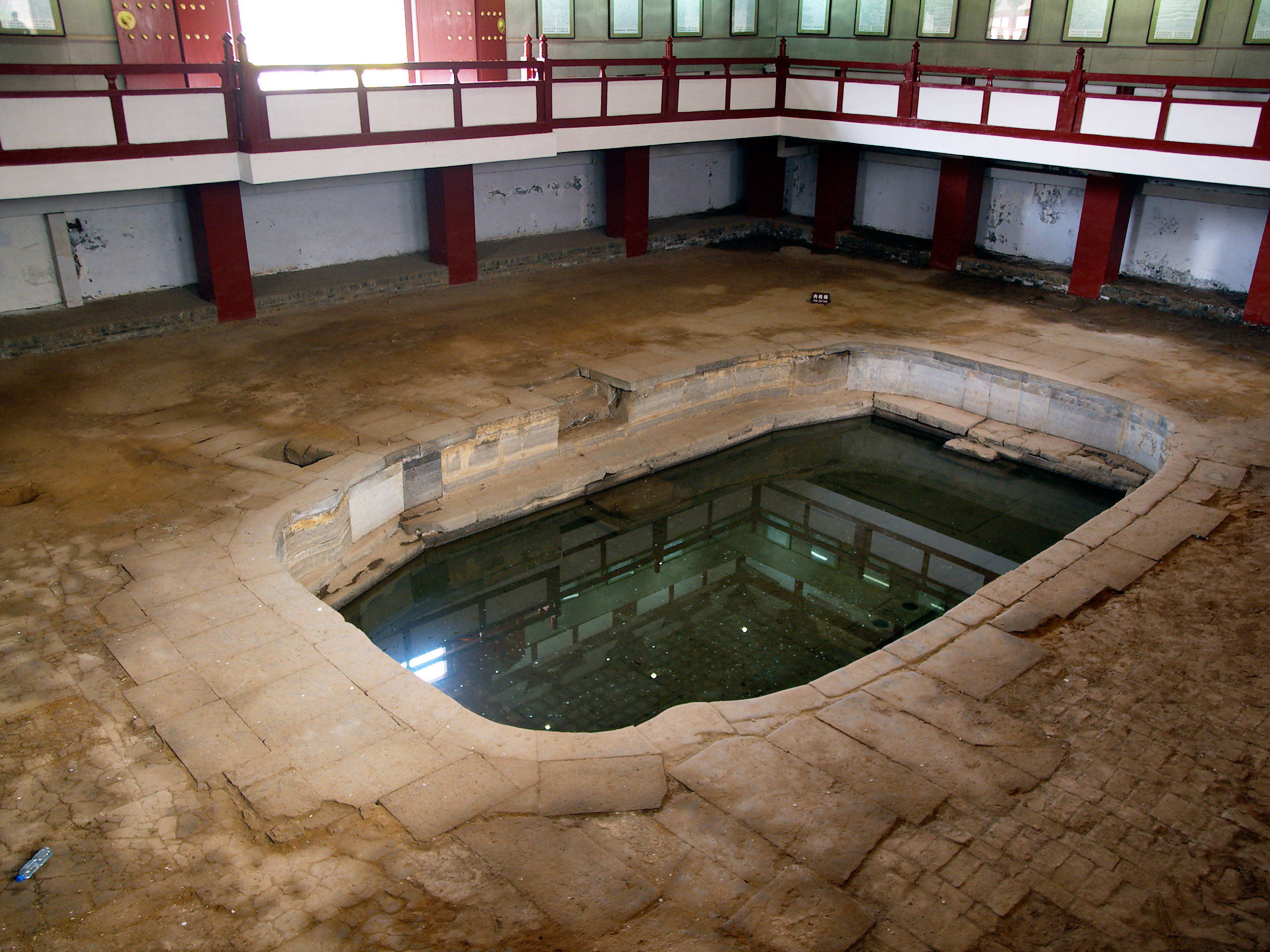
蓮花湯
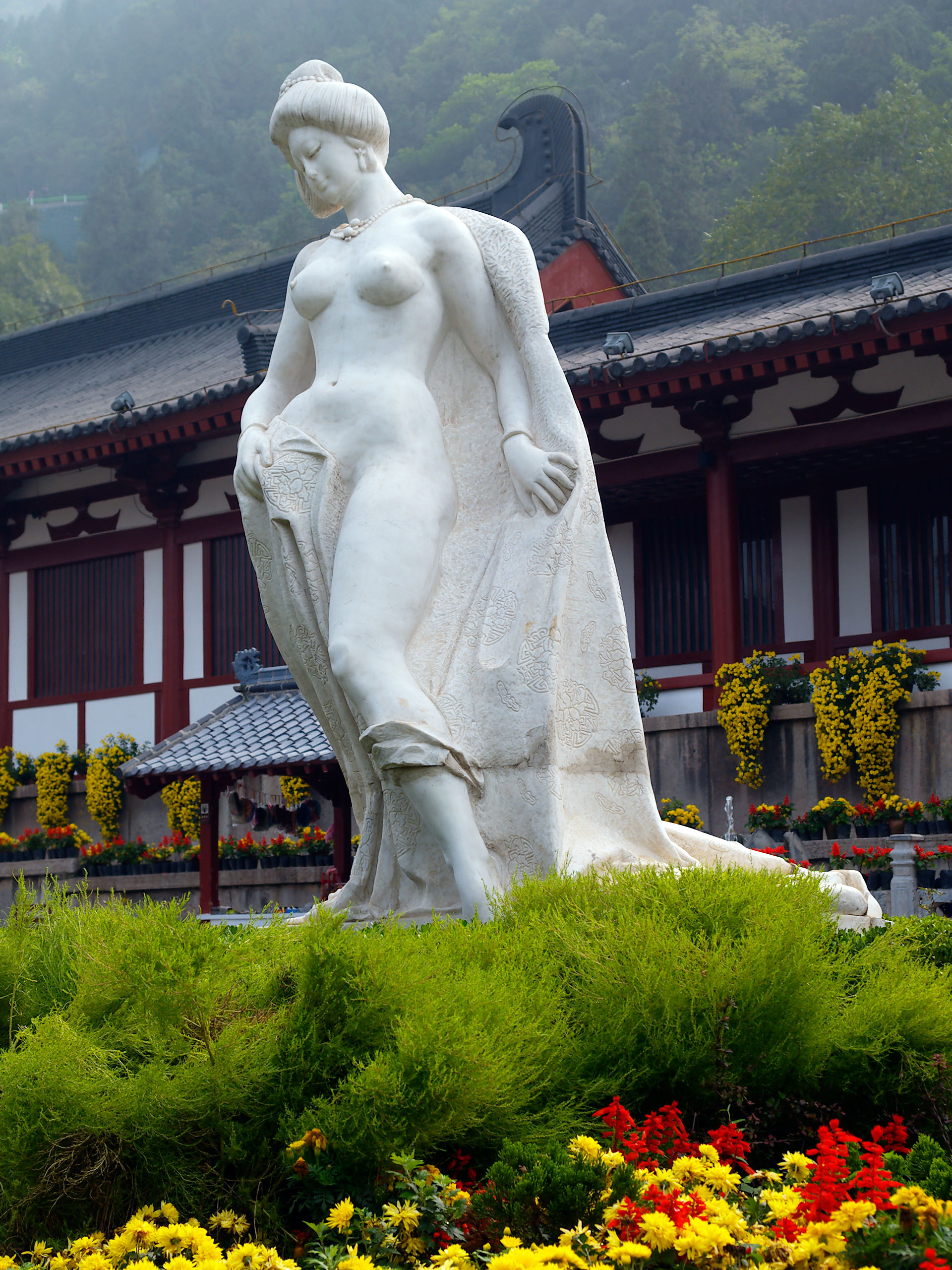
楊貴妃の像
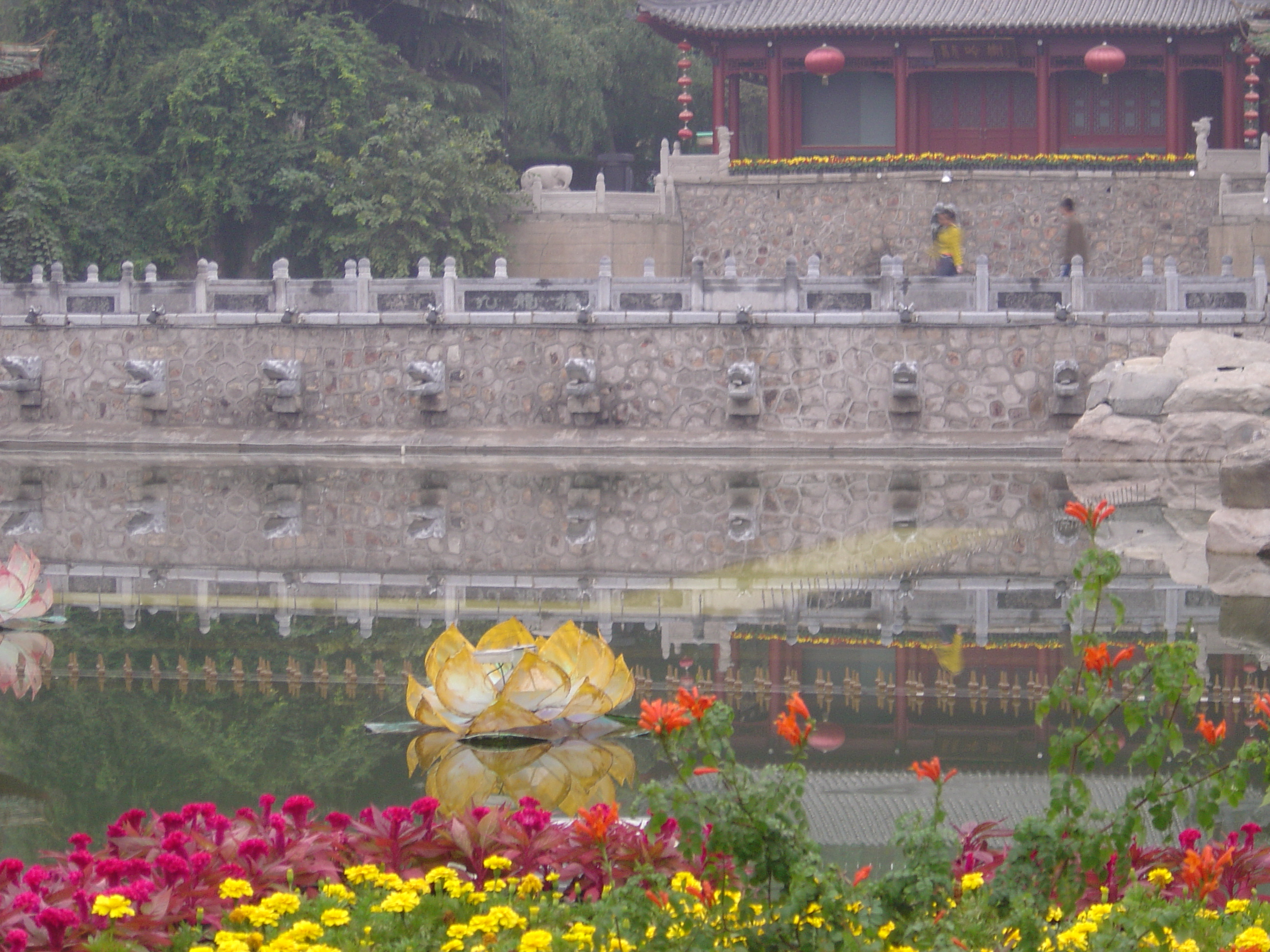
華清池に浮かぶ人工的な蓮
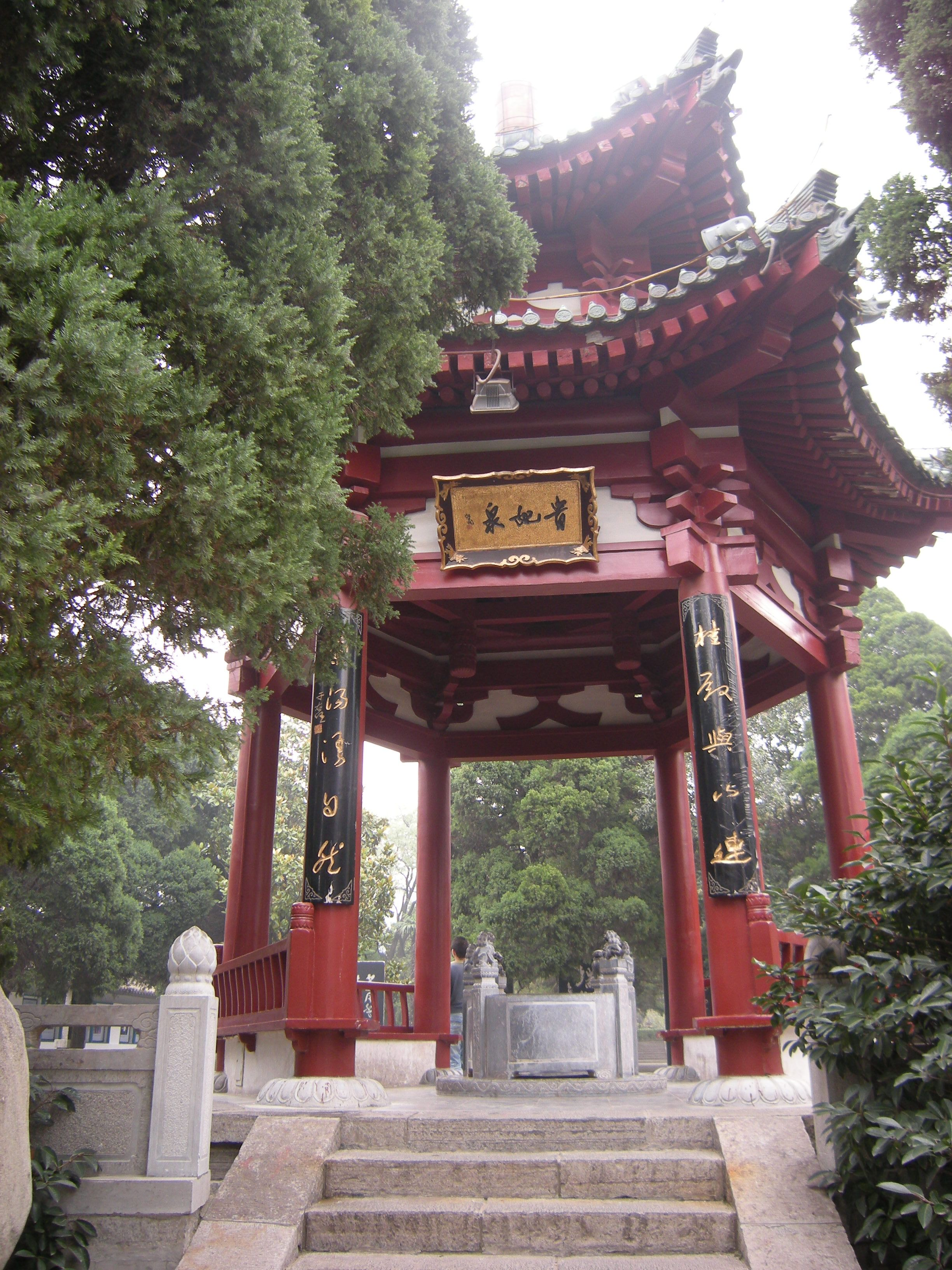
楊貴妃の湯 (女性の湯).
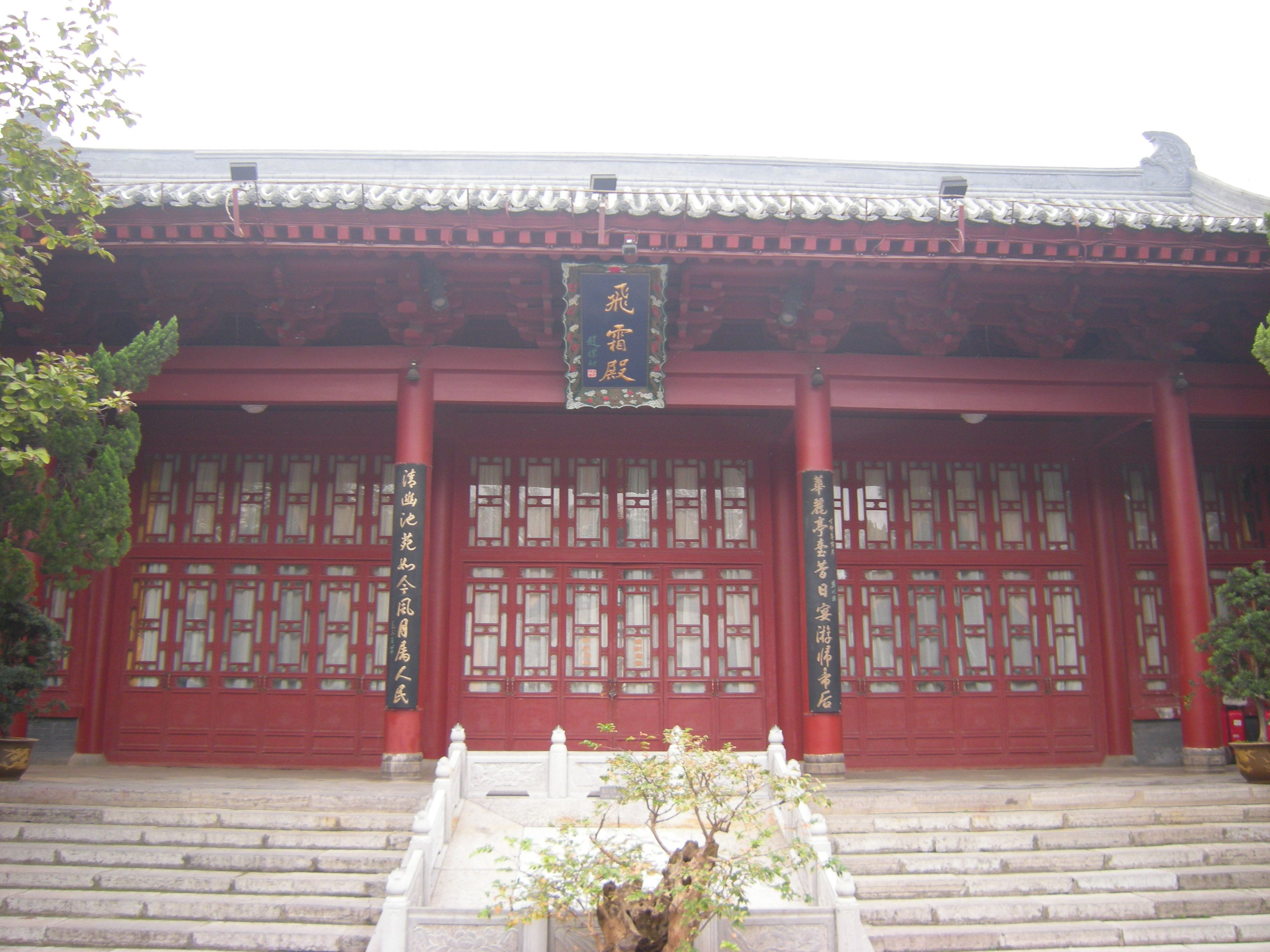
飛霜殿
華清池の壁画の一つ
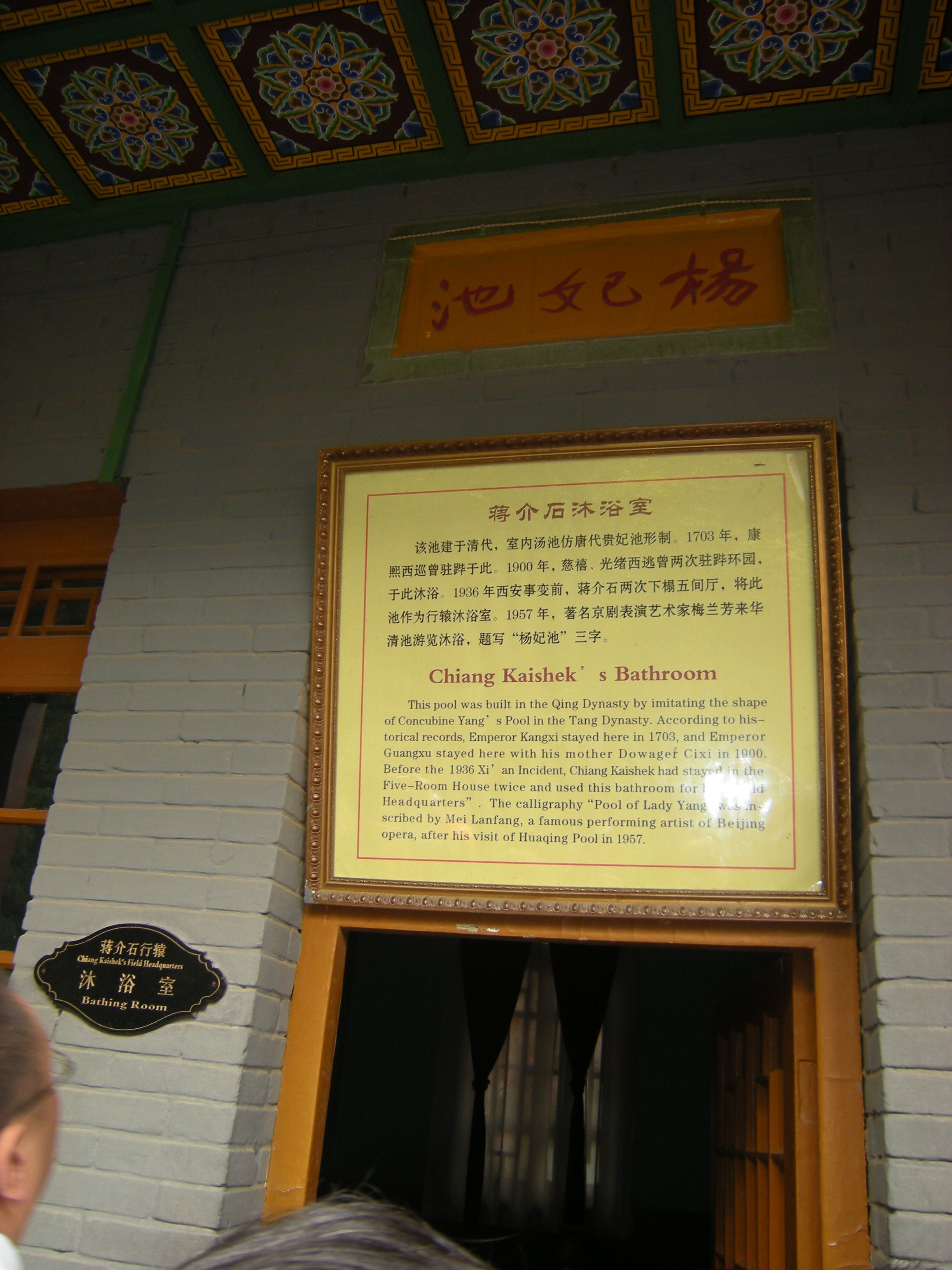
清時代に改築され、後に蔣介石が使ったという楊貴妃の湯
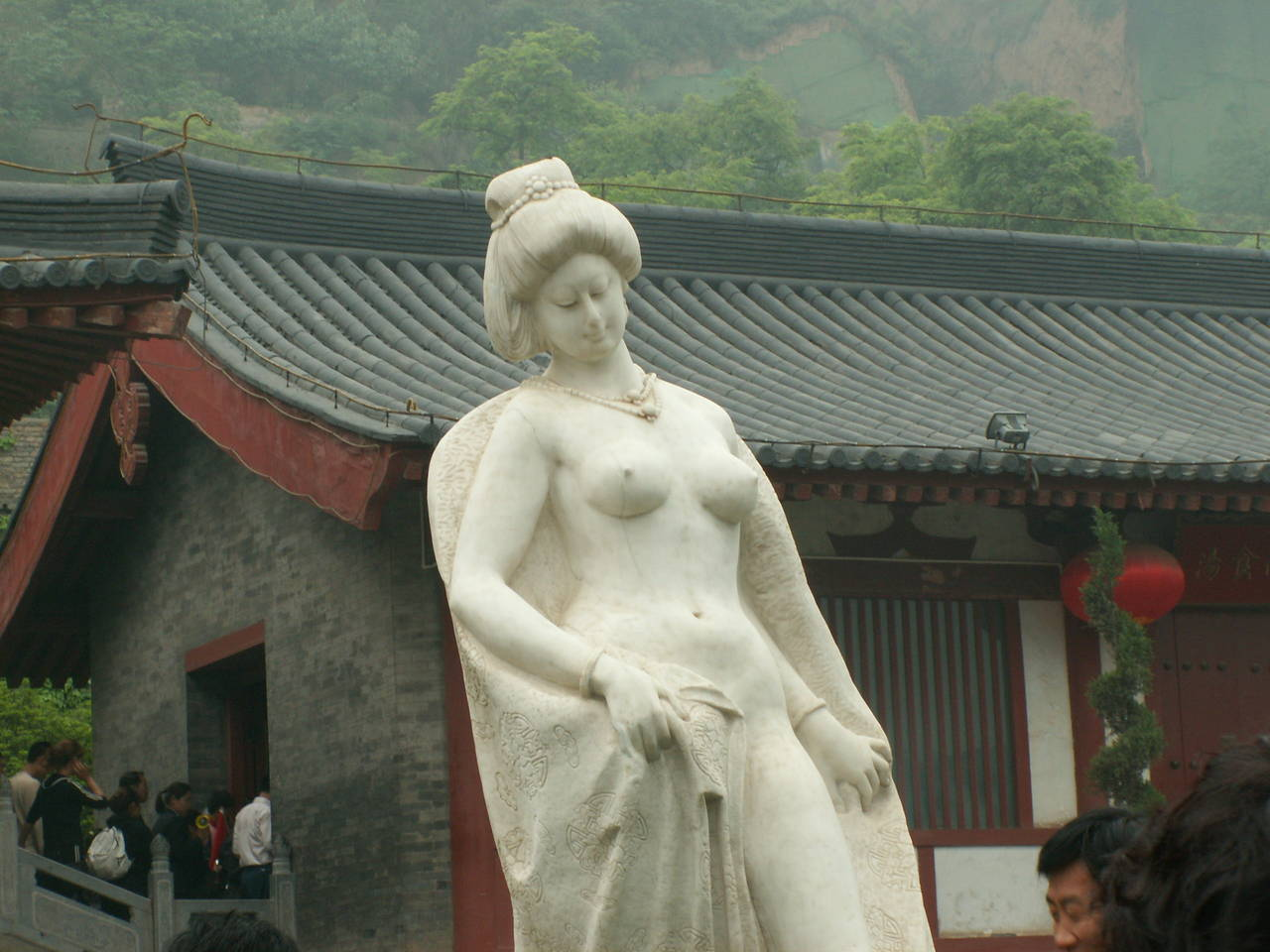
沐浴する楊貴妃の像